# Winz (Hattingen)
Winz ist ein Ortsteil und eine Gemarkung der Stadt Hattingen im Ennepe-Ruhr-Kreis in Nordrhein-Westfalen. Die bis 1970 bestehende Gemeinde Winz umfasste noch weitere umliegende Ortschaften. Heute zählt sie zum Stadtteil Winz-Baak.

## Geographie
Zur Gemeinde Winz gehörten die Orte Dumberg, Niederbonsfeld, Niederwenigern und Winz. Der ursprüngliche Kernort Winz wird vom Winzer Ruhrbogen umschlossen.

## Geschichte
Winz wurde erstmals im Jahre 1043 als Winx im Urbar der Reichsabtei Werden erwähnt. Vor und um 1220 der Ort als Winse in den Vogteirollen des Stifts Essen geführt. 1264 wird ein Wilhelmus de Wynes urkundlich erwähnt. Um 1430 der Ort mit Wyns in deme Kespel to Hattenege und bis 1590 als Wyns oder Wynß im Urbar Werden genannt. 1590 wurde dort auch erstmals Niederwinz (thu Nederwyns) erwähnt. Im Jahr 1841 erscheint erstmals der heutige Ortsname Winz in einer Ortschaftstabelle.
Winz gehörte im Spätmittelalter und der Frühen Neuzeit in eigener Bauerschaft (Wyns) im Amt Blankenstein, Kirchspiel und Gericht Hattingen zur Grafschaft Mark. Laut dem Schatzbuch der Grafschaft Mark von 1486 hatten die 23 Steuerpflichtigen Hofbesitzer in der Bauerschaft zwischen 2 oirt und 6 Goldgulden an Abgabe zu leisten. Darunter vier Höfe mit Abgaben an das Stift Essen und Kloster Werden zahlte für zwei Höfe die Abgabe. Größter Hofbesitzer in der Bauerschaft war Schult op den Stade mit 6 Goldgulden Abgabe. Laut Dienstgeldregister des Hauses Blankenstein von 1685 wurden neun Hofbesitzer in der Wynser Burschafft mit unterschiedlichen Albus-Beträgen besteuert. Laut einer Aufstellung von 1739 unterstanden dem Mühlenbann der halb königlich, halb dem Haus Cliff gehörenden Weiler-Mühle insgesamt 143 Bewohner aus Winz.
Die Deutung des Ortsnamens ist unklar. Es könnte sich aber um einen Abschnittsnamen der Ruhr gehandelt haben, die den Fluss als die Gebogene, Gewundene charakterisiert, oder aber um eine Stellenbezeichnung nach ihrer Lage an einem so beschaffenen Fluss.
Seit dem 19. Jahrhundert bildete das an der Ruhr gelegene Winz eine Landgemeinde im Amt Hattingen des Landkreises Bochum im westfälischen Regierungsbezirk Arnsberg. Seit 1885 gehörte das Amt Hattingen mit der Gemeinde Winz zum Kreis Hattingen. Die Gemeinde (plus 5 Wohnplätze) hatte 1885 eine Fläche von 38 km², davon 111 ha Ackerland, 16 ha Wiesen und 34 ha Holzungen. Es gab im Ort 93 Wohngebäude mit 182 Haushaltungen und 946 Einwohner.
Am 1. April 1926 wurden die Nachbargemeinden Baak (mit Rauendahl), Dumberg und Niederwenigern nach Winz eingemeindet; ebenso am 15. Mai 1926 Niederbonsfeld. Seit dem 1. August 1929 gehörte die vergrößerte Gemeinde Winz zum neuen Ennepe-Ruhr-Kreis, gleichzeitig wurde ein Teil der Gemeinde nach Bochum umgegliedert. Am 1. April 1939 gab Winz den Gemeindeteil Baak mit Rauendahl an Hattingen ab.
Am 1. Januar 1970 wurde der überwiegende Teil der Gemeinde Winz durch das Gesetz zur Neugliederung des Ennepe-Ruhr-Kreises in die Stadt Hattingen eingegliedert. Einige Gebietsteile von Niederbonsfeld und Niederwenigern kamen zur Stadt Langenberg im Kreis Düsseldorf-Mettmann und gehören heute zur Stadt Velbert.
Von den Teilorten der ehemaligen Gemeinde Winz gehört heute Winz zum Hattinger Stadtteil Winz-Baak. Niederwenigern sowie Dumberg bilden den Stadtteil Niederwenigern und Niederbonsfeld bildet einen eigenen Stadtteil.

## Einwohnerentwicklung
| Jahr | Einwohner | Quelle |
| ---- | --------- | ------ |
| 1871 | 847       | [ 8 ]  |
| 1885 | 946       | [ 9 ]  |
| 1895 | 1075      | [ 10 ] |
| 1910 | 1214      | [ 11 ] |
| 1933 | 8197      | [ 12 ] |
| 1939 | 5864      | [ 12 ] |
| 1946 | 6837      | [ 13 ] |

## Baudenkmäler
Die Hofanlage Königsteiner Straße 106 steht in Winz unter Denkmalschutz, ebenso der gesamte Winzer Ruhrbogen einschließlich der Buhnen, dem Leinpfad, dem Wehr und den Schleusen.

## Sport
Der örtliche Sportverein ist der VfL Winz-Baak.

## Verkehr
Das wichtigste Verkehrsbauwerk in Winz ist die 1874 erbaute Eisenbahnbrücke der Ruhrtalbahn.